# IP Exchange
IP exchange (IPX) — модель телекоммуникационной взаимосвязи для обмена IP-трафиком между клиентами отдельных мобильных и фиксированных операторов, а также других видов услуг поставщика (напр. интернет-провайдера), через IP на основе межсетевого интерфейса. Разработана Ассоциацией GSM.
IPX не предназначена для того, чтобы заменить или конкурировать с Интернетом, она предлагает альтернативный вариант для поставщиков услуг. Целью IPX является обеспечение совместимости IP-услуг между всеми видами услуг провайдеров в коммерческой структуре, которая позволяет всем сторонам в цепочке получать коммерческую прибыль. Коммерческие соглашения подкреплены соглашениями об уровне обслуживания, которые гарантируют производительность, качество и безопасность.
Конечные пользователи могут не знать, использует их поставщик услуг модель IPX или нет, однако возможность провайдеров дифференцировать услуги благодаря гибкости, предоставляемой моделью IPX, в конечном итоге, предоставляет конечному пользователю выбор.

## История
Традиционно, для голосового трафика между различными операторами использовалась международные стандарты SS7/TDM. Однако в последнее время все IP-парадигмы с VoIP быстро вводятся разными операторами в различных формах, таких как IMS. Для того, чтобы свести к минимуму число преобразований между коммутацией голосовых пакетов и коммутацией голосовых каналов существует явная необходимость в развертывании IP на основе NNI (интерфейс сеть-сеть, межсетевой) и, следовательно, IP, основанном на взаимосвязи сетей.
Очевидно и то, что большое количество IP сервисов (например, система мгновенного обмена сообщениями, информация о статусе пользователя) просто не могут быть соединены между собой с помощью сети SS7/TDM, что в дальнейшем приводит к увеличению потребности в эволюции IP на основе взаимосвязи сетей.
С 2000 года GSM операторы уже используют сеть GRX(GPRS обмен роумингом) для маршрутизации коммерческого роуминг-трафика между посещаемыми и домашними операторами. В основном, 2.5G и 3G для роуминга данных использовали GRX. GRX — частная IP сеть(отделенная от интернета), состоящая из нескольких различных носителей GRX, которые связаны друг с другом через точки обмена. Тем не менее, GRX ограничивается только сообществом операторов GSM и не все GRX способны удовлетворить требования услуг в реальном времени.
И хотя среда GRX не совсем подходит в качестве общей IP-сети для соединения и роуминга, она дает хорошую отправную точку для развития IPX. Разработка IPX проводилась в различных проектах ассоциации GSM и рабочих группах с 2004.

## Необходимость в частной основе
Взаимодействие на основе IP может быть осуществлено через Интернет, так как Интернет изначально поддерживает протокол IP и предлагает требуемое подключение к глобальной сети. Но есть проблемы при использовании Интернета для этой цели. Как выразился Алекс Синклер из GSMA: «Открытый интернет — это замечательно, но когда дело доходит до обеспечения гарантированного качества обслуживания, особенно для услуг, критичных ко времени, ему предстоит пройти ещё долгий путь.»
Естественно, операторы и другие поставщики услуг могут свободно выбирать способы взаимодействия. Кроме того, можно использовать несколько различных вариантов одновременно (хотя это приведет к увеличению сложности).

## Архитектура
Архитектура IPX состоит из различных IPX провайдеров соединенных через точку обмена IPX для обмена трафиком. Как сигналы (такие, как SIP), так и медиа (как RTP) передаются с одного конца на другой в соответствии со спецификацией IPX. Типичный путь трафика в фиксированном сценарии мобильного взаимодействия показан ниже:
Точкой х обозначена точка, в которой IPX провайдер A и IPX провайдер B обмениваются трафиком.
IPX предлагает как двусторонние, так и многосторонние взаимосвязи. Двусторонняя предполагает традиционную модель, при которой два оператора составляют предварительный контракт о взаимодействии до непосредственной установки соединения друг с другом. Многосторонний же обозначает, что IPX-провайдер в некоторой степени заботится о соблюдении контракта обеими сторонами и установки соединения от имени операторов. Установка двусторонних договоров о взаимосвязи и подключениях с десятками и сотнями других операторов может быть весьма затруднительной. Поэтому многостороннее взаимодействие, позволяющее оператору открыть несколько соединений, создав единый договор и единую техническую связь с IPX-провайдером, делает взаимодействие проще и быстрее.

## Ключевые особенности
- Доступность — открыто для любого оператора фиксированной, мобильной связи или другого поставщика услуг(напр. Интернет-провайдера или кабельного оператора), желающих принять необходимые общие технические и коммерческие принципы IPX и подписать их.
- Качество — поддержка QoS обеспечивается благодаря использованию комбинации технических характеристик сети и вступившего в законную силу контракта среди всех участников(соглашение об уровне обслуживания точка-точка)
- Каскадные платежи — каскадная ответственность в IPX выражается в том, что каждый из узлов несет ответственность за представление данных следующему узлу в транзитной цепи. Все участники берут на себя такое обязательство, что позволяет всем вовлеченным сторонам получить коммерческую выгоду от участия.
- Эффективное подключение — оператор, подключенный к IPX, может выбрать режим многостороннего взаимодействия, при котором один контракт взаимосвязи подписывается несколькими взаимодействующими партнерами.
- Все IP — поддерживает протоколы, базирующиеся на IP (такие, как SIP, RTP, GTP, SMTP, SIGTRAN и т. д.)
- Безопасность — полностью отделен от интернет-общественности, как логически, так и физически. IPX не адресуется и невидим из интернета.
- Глобальность — не ограничен определенной географической областью.
- Обратная совместимость — спецификации IPX соответствуют требованиям существующих спецификаций и рекомендаций. Нет необходимости для улучшения, например, 3GPP, совместимым с IMS core system с реализацией IPX, совместимой с интерфейсом сеть-сеть (NNI)
- Только NNI — IPX требуется только адрес NNI. Интерфейс пользователь-сеть(UNI) не рассматривается.
- Взаимосвязь и роуминг — IPX охватывает как взаимодействие, так и роуминг.
- Конкурентная среда — IPX услуги предоставляет ряд конкурирующих международных IP провайдеров, связанных друг с другом с помощью специальных точек обмена IPX.

## Статус
Принципы IPX были последовательно проверены и подтверждены GSMA. Начиная с 2004 года, GSMA SIP Trials тестировали IP с интерфейсом NNI с многочисленными сервисами на IMS. Тест предварительной коммерческой реализации IPX продолжается с апреля 2007, особое внимание уделяется коммутации пакетов голосовых услуг.
Пресс-релиз GSMA в феврале 2008 сообщал, что тесты IPX были успешно пройдены. Ряд международных провайдеров готовятся выпустить IPX сервисы, такие, как IPX Voice, Belgacom International Carrier Services, BT, CITIC 1616, Deutsche Telekom ICSS, iBasis, Reach, SAP Mobile Services, Syniverse, Tata Communications, Telecom Italia Sparkle, Telecom New Zealand International, Telefónica International Wholesale Services, Telekom Austria, Telenor Global Services, TeliaSonera International Carrier. Эти компании будут функционировать как IPX-провайдеры, рассчитанные в направлении операторов фиксированной и мобильной связи и других видов услуг.
GSMA открыта для поддержки дальнейших испытаний по требованию.